# Paraíso, canto decimotercero
El canto decimotercero del Paraíso de la La Divina Comedia de Dante Alighieri se desarrolla en el cielo del Sol, donde se encuentran los espíritus sabios. Transcurre la tarde del 13 de abril o del 30 de marzo de 1300.

## Contenido
- Canto y danza de los beatos - vv. 1-30
- Discurso de santo Tomás: la sabiduría de Adán y de Jesús - vv. 31-87
- La sabiduría política de Salomón - vv. 88-111
- Los juicios humanos incautos y erróneos - vv. 112-142

## Síntesis y análisis
El poeta abre el canto con una comparación que demanda al lector la capacidad de reconstruir mentalmente una situación irreal, mediante la visión intelectual de un evento fantástico. Se le propone imaginar las quince estrellas de primer tamaño visibles en el cielo, que les sume las siete de la Osa Mayor y las dos más brillantes de la Osa Menor, y que a partir de las veinticuatro estrellas resultantes constituya dos nuevas constelaciones similares a la Corona de Ariana, similares y con sentidos de rotación contrarios.